# Copa Internacional Escolar de Mujeres 2013
El  VIII Copa Internacional Escolar de Mujeres 2013 es una copa donde chicas de 12,13, y 14 años juegan con sus respectivos colegios, que quedaron campeones según su continente y se viene celebrando en Los Ángeles, Estados Unidos. Se realizó entre el 10 y el 18 de octubre de 2013 por la Federación Internacional de Voleibol (FIVB). Es la primera edición con 24 participantes.

## Clasificaciones
| Confederación | Torneo eliminatorio                                  | Equipo                                                                        |
| ------------- | ---------------------------------------------------- | ----------------------------------------------------------------------------- |
| AVC           | Campeonato Asiático Escolar de Voleibol Femenino     | China Japón Corea del Sur Tailandia                                           |
| CAVB          | Campeonato Africano Escolar de Voleibol Femenino     | Egipto · Túnez                                                                |
| CEV           | Campeonato Europeo Escolar de Voleibol Femenino      | Rusia · Italia · Reino Unido · Turquía · Serbia · Alemania                    |
| CSV           | Campeonato Sudamericano Escolar de Voleibol Femenino | Perú · Brasil · Chile                                                         |
| NORCECA       | Campeonato NORCECA Escolar de vóley Femenino         | Estados Unidos1 · Canadá · México · Cuba · República Dominicana · Puerto Rico |
| COV           | Campeonato Oceania Escolar de vóley Femenino         | Nueva Zelanda Australia                                                       |
| RCM           | Campeonato De Repechaje Continental                  | España2                                                                       |

- 1Clasificado directamente como el país anfitrión.
- 2Último cupo.

## Equipos participantes
| Grupo A     | Grupo B              | Grupo C  | Grupo D        |
| ----------- | -------------------- | -------- | -------------- |
| Reino Unido | Canadá               | China    | Nueva Zelanda  |
| Puerto Rico | República Dominicana | Alemania | Corea del Sur  |
| Brasil      | Italia               | Japón    | Estados Unidos |
| Tailandia   | Australia            | España   | Turquía        |
| Egipto      | Perú                 | Cuba     | Rusia          |
| Chile       | Serbia               | México   | Túnez          |

## Primera fase

### Grupo A
| Equipo      | J | G | P | PTS |
| ----------- | - | - | - | --- |
| Reino Unido | 5 | 5 | 0 | 15  |
| Tailandia   | 5 | 4 | 1 | 11  |
| Egipto      | 5 | 2 | 3 | 7   |
| Brasil      | 5 | 2 | 3 | 6   |
| Puerto Rico | 5 | 1 | 4 | 3   |
| Chile       | 5 | 1 | 4 | 2   |

#### Resultados
| Fecha    | Encuentro¹                | Resultado | Set   | Set   | Set   | Set   | Set   | Puntuación total |
| Fecha    | Encuentro¹                | Resultado | 1     | 2     | 3     | 4     | 5     | Puntuación total |
| -------- | ------------------------- | --------- | ----- | ----- | ----- | ----- | ----- | ---------------- |
| 8-10-13  | Tailandia - Egipto        | 3-2       | 22–25 | 25–20 | 19–25 | 25-21 | 15-9  | 106-100          |
| 8-10-13  | Puerto Rico - Chile       | 3-0       | 25–19 | 25–22 | 25–23 | -     | -     | 75-64            |
| 8-10-13  | Brasil - Reino Unido      | 0-3       | 14–25 | 16–25 | 20–25 | –     | –     | 50-75            |
| 9-10-13  | Egipto - Chile            | 3-1       | 10–25 | 25–20 | 25–16 | 25–14 | –     | 75-85            |
| 9-10-13  | Puerto Rico - Brasil      | 0-3       | 10–25 | 10–25 | 10–25 | –     | –     | 30-75            |
| 9-10-13  | Reino Unido - Tailandia   | 3-0       | 25–2  | 25–0  | 25–1  | –     | –     | 75-3             |
| 10-10-13 | Puerto Rico - Tailandia   | 0-3       | 10–25 | 9–25  | 10–25 | –     | –     | 29-75            |
| 10-10-13 | Brasil - Chile            | 2-3       | 25–6  | 25–5  | 20–25 | 25–27 | 13–15 | 108-78           |
| 10-10-13 | Reino Unido - Egipto      | 3-0       | 25–21 | 25–23 | 25–10 | –     | –     | 75-54            |
| 11-10-13 | Puerto Rico - Egipto      | 0-3       | 11–25 | 10–25 | 11–25 | –     | –     | 32-75            |
| 11-10-13 | Brasil - Tailandia        | 1-3       | 25–12 | 13–25 | 14–25 | 11–25 | –     | 63-87            |
| 11-10-13 | Reino Unido - Chile       | 3-0       | 25–3  | 25–4  | 25–2  | –     | –     | 75-9             |
| 12-10-13 | Tailandia - Chile         | 3-0       | 25–10 | 25–11 | 25–9  | –     | –     | 75-30            |
| 12-10-13 | Brasil - Egipto           | 3-0       | 25–20 | 25–20 | 25–20 | –     | –     | 75-60            |
| 12-10-13 | Reino Unido - Puerto Rico | 3-0       | 25–10 | 25–10 | 25–10 | –     | –     | 75-30            |

- (¹) - Todos en Hamamatsu.

### Grupo B
| Equipo               | J | G | P | PTS |
| -------------------- | - | - | - | --- |
| Perú                 | 5 | 5 | 0 | 14  |
| Italia               | 5 | 4 | 1 | 12  |
| Serbia               | 5 | 3 | 2 | 10  |
| Australia            | 5 | 2 | 3 | 6   |
| Canadá               | 5 | 1 | 4 | 3   |
| República Dominicana | 5 | 0 | 5 | 0   |

#### Resultados
| Fecha    | Encuentro¹                       | Resultado | Set   | Set   | Set   | Set   | Set   | Puntuación total |
| Fecha    | Encuentro¹                       | Resultado | 1     | 2     | 3     | 4     | 5     | Puntuación total |
| -------- | -------------------------------- | --------- | ----- | ----- | ----- | ----- | ----- | ---------------- |
| 8-10-13  | Australia - Perú                 | 0-3       | 16–25 | 14–25 | 14–25 | -     | -     | 44-75            |
| 8-10-13  | República Dominicana - Serbia    | 1-3       | 25–23 | 20–25 | 19–25 | 16-25 | -     | 80-98            |
| 8-10-13  | Canadá - Italia                  | 0-3       | 6–25  | 6-25  | 9–25  | –     | –     | 21-75            |
| 9-10-13  | Perú - Serbia                    | 3-2       | 24–26 | 25–23 | 26–24 | 24–26 | 15–13 | 114-91           |
| 9-10-13  | República Dominicana - Italia    | 0-3       | 13–25 | 11–25 | 10–25 | –     | –     | 34-75            |
| 9-10-13  | Canadá - Australia               | 1-3       | 25–18 | 20–25 | 23–25 | 21–25 | –     | 89-93            |
| 10-10-13 | República Dominicana - Australia | 0-3       | 21–25 | 23–25 | 23–25 | –     | –     | 67-75            |
| 10-10-13 | Italia - Serbia                  | 3-0       | 26–24 | 25–23 | 30–28 | –     | –     | 81-75            |
| 10-10-13 | Canadá - Perú                    | 0-3       | 12–25 | 12–25 | 10–25 | –     | –     | 34-75            |
| 11-10-13 | República Dominicana - Perú      | 0-3       | 23–25 | 23–25 | 23–25 | –     | –     | 69-75            |
| 11-10-13 | Italia - Australia               | 3-0       | 25–20 | 25–20 | 25–23 | –     | –     | 75-63            |
| 11-10-13 | Canadá - Serbia                  | 0-3       | 16–25 | 20–25 | 14–25 | –     | –     | 50-75            |
| 12-10-13 | Australia - Serbia               | 0-3       | 12–25 | 16–25 | 20–25 | –     | –     | 38-75            |
| 12-10-13 | Italia - Perú                    | 0-3       | 23–25 | 23–25 | 23–25 | –     | –     | 69-75            |
| 12-10-13 | República Dominicana - Canadá    | 0-3       | 12–25 | 12–25 | 12–25 | –     | –     | 36-75            |

- (¹) - Todos en Hamamatsu.

### Grupo C
| Equipo   | J | G | P | PTS |
| -------- | - | - | - | --- |
| China    | 5 | 5 | 0 | 15  |
| Japón    | 5 | 4 | 1 | 12  |
| Cuba     | 5 | 2 | 3 | 6   |
| Alemania | 5 | 2 | 3 | 5   |
| México   | 5 | 1 | 4 | 3   |
| España   | 5 | 1 | 4 | 1   |

#### Resultados
| Fecha    | Encuentro¹        | Resultado | Set   | Set   | Set   | Set   | Set   | Puntuación total |
| Fecha    | Encuentro¹        | Resultado | 1     | 2     | 3     | 4     | 5     | Puntuación total |
| -------- | ----------------- | --------- | ----- | ----- | ----- | ----- | ----- | ---------------- |
| 8-10-13  | España - Cuba     | 3-0       | 25–10 | 25–14 | 25–10 | -     | -     | 75-34            |
| 8-10-13  | Alemania - México | 3-0       | 25-6  | 25–6  | 25–6  | -     | -     | 75-18            |
| 8-10-13  | Japón - China     | 1-3       | 25–14 | 10–25 | 11–25 | 10–25 | –     | 56-89            |
| 9-10-13  | Cuba - México     | 3-0       | 25–20 | 25–20 | 25–20 | –     | –     | 75-60            |
| 9-10-13  | Alemania - Japón  | 0-3       | 12–25 | 21–25 | 20–25 | –     | –     | 53-75            |
| 9-10-13  | China - España    | 3-1       | 25–20 | 25–21 | 23–25 | 25–20 | –     | 98-86            |
| 10-10-13 | Alemania - España | 3-2       | 25–14 | 16–25 | 17–25 | 25–23 | 15–13 | 96-100           |
| 10-10-13 | Japón - México    | 3-0       | 25–7  | 25–8  | 25–7  | –     | –     | 75-22            |
| 10-10-13 | China - Cuba      | 3-0       | –     | –     | –     | –     | –     | -                |
| 11-10-13 | Alemania - Cuba   | 0-3       | –     | –     | –     | –     | –     | -                |
| 11-10-13 | Japón - España    | 3-0       | –     | –     | –     | –     | –     | -                |
| 11-10-13 | China - México    | 3-0       | –     | –     | –     | –     | –     | -                |
| 12-10-13 | España - México   | 0-3       | –     | –     | –     | –     | –     | -                |
| 12-10-13 | Japón - Cuba      | 3-0       | –     | –     | –     | –     | –     | -                |
| 12-10-13 | China - Alemania  | 3-0       | –     | –     | –     | –     | –     | -                |

- (¹) - Todos en Hamamatsu.

### Grupo D
| Equipo         | J | G | P | PTS |
| -------------- | - | - | - | --- |
| Rusia          | 5 | 5 | 0 | 15  |
| Estados Unidos | 5 | 4 | 1 | 11  |
| Corea del Sur  | 5 | 2 | 3 | 7   |
| Turquía        | 5 | 2 | 3 | 6   |
| Nueva Zelanda  | 5 | 2 | 3 | 6   |
| Túnez          | 5 | 0 | 5 | 0   |

#### Resultados
| Fecha    | Encuentro¹                     | Resultado | Set   | Set   | Set   | Set   | Set   | Puntuación total |
| Fecha    | Encuentro¹                     | Resultado | 1     | 2     | 3     | 4     | 5     | Puntuación total |
| -------- | ------------------------------ | --------- | ----- | ----- | ----- | ----- | ----- | ---------------- |
| 8-10-13  | Turquía - Rusia                | 0-3       | 12–25 | 14–25 | 11–25 | -     | -     | 38-75            |
| 8-10-13  | Corea del Sur - Túnez          | 3-0       | 25–3  | 25–3  | 25–4  | -     | -     | 75-10            |
| 8-10-13  | Estados Unidos - Nueva Zelanda | 3-0       | 25–10 | 25–10 | 25–19 | –     | –     | 75-39            |
| 9-10-13  | Rusia - Túnez                  | 3-0       | 25–0  | 25–0  | 25–1  | –     | –     | 75-1             |
| 9-10-13  | Corea del Sur - Estados Unidos | 2-3       | 25–15 | 25–17 | 26–28 | 20–25 | 10–15 | 116-99           |
| 9-10-13  | Nueva Zelanda - Turquía        | 3-0       | 25–23 | 25–20 | 25–23 | –     | –     | 75-66            |
| 10-10-13 | Corea del Sur - Turquía        | 0-3       | –     | –     | –     | –     | –     | -                |
| 10-10-13 | Estados Unidos - Túnez         | 3-0       | –     | –     | –     | –     | –     | -                |
| 10-10-13 | Nueva Zelanda - Rusia          | 0-3       | –     | –     | –     | –     | –     | -                |
| 11-10-13 | Corea del Sur - Rusia          | 0-3       | –     | –     | –     | –     | –     | -                |
| 11-10-13 | Estados Unidos - Turquía       | 3-0       | –     | –     | –     | –     | –     | -                |
| 11-10-13 | Nueva Zelanda - Túnez          | 3-0       | –     | –     | –     | –     | –     | -                |
| 12-10-13 | Turquía - Túnez                | 3-0       | –     | –     | –     | –     | –     | -                |
| 12-10-13 | Estados Unidos - Rusia         | 0-3       | –     | –     | –     | –     | –     | -                |
| 12-10-13 | Nueva Zelanda - Corea del Sur  | 0-3       | –     | –     | –     | –     | –     | -                |

- (¹) - Todos en Hamamatsu.

## Fase final

### Clasificación 1° - 16° Puesto
|  | Octavos de final | Octavos de final |             |                | Cuartos de final | Cuartos de final |  |       | Semifinales | Semifinales |       |              | Final        | Final    |  |
|  | 13-10-13         | 13-10-13         |             |                | 14-10-13         | 14-10-13         |  |       | 15-10-13    | 15-10-13    |       |              | 16-10-13     | 16-10-13 |  |
|  |                  |                  |             |                |                  |                  |  |       |             |             |       |              |              |          |  |
|  |                  |                  |             |                |                  |                  |  |       |             |             |       |              |              |          |  |
|  | Perú             | 3                |             |                |                  |                  |  |       |             |             |       |              |              |          |  |
|  | Perú             | 3                |             |                |                  |                  |  |       |             |             |       |              |              |          |  |
|  | Brasil           | 2                |             |                |                  |                  |  |       |             |             |       |              |              |          |  |
|  | Brasil           | 2                |             | Perú           | 3                |                  |  |       |             |             |       |              |              |          |  |
|  |                  |                  |             | Perú           | 3                |                  |  |       |             |             |       |              |              |          |  |
|  |                  |                  | Japón       | 1              |                  |                  |  |       |             |             |       |              |              |          |  |
|  | Japón            | 3                | Japón       | 1              |                  |                  |  |       |             |             |       |              |              |          |  |
|  | Japón            | 3                |             |                |                  |                  |  |       |             |             |       |              |              |          |  |
|  | Corea del Sur    | 1                |             |                |                  |                  |  |       |             |             |       |              |              |          |  |
|  | Corea del Sur    | 1                |             |                |                  |                  |  | Perú  | 3           |             |       |              |              |          |  |
|  |                  |                  |             |                |                  |                  |  | Perú  | 3           |             |       |              |              |          |  |
|  |                  |                  | China       | 1              |                  |                  |  |       |             |             |       |              |              |          |  |
|  | Italia           | 3                | China       | 1              |                  |                  |  |       |             |             |       |              |              |          |  |
|  | Italia           | 3                |             |                |                  |                  |  |       |             |             |       |              |              |          |  |
|  | Egipto           | 0                |             |                |                  |                  |  |       |             |             |       |              |              |          |  |
|  | Egipto           | 0                |             | Italia         | 0                |                  |  |       |             |             |       |              |              |          |  |
|  |                  |                  |             | Italia         | 0                |                  |  |       |             |             |       |              |              |          |  |
|  |                  |                  | China       | 3              |                  |                  |  |       |             |             |       |              |              |          |  |
|  | China            | 3                | China       | 3              |                  |                  |  |       |             |             |       |              |              |          |  |
|  | China            | 3                |             |                |                  |                  |  |       |             |             |       |              |              |          |  |
|  | Turquía          | 1                |             |                |                  |                  |  |       |             |             |       |              |              |          |  |
|  | Turquía          | 1                |             |                |                  |                  |  |       |             |             |       | Perú         | 3            |          |  |
|  |                  |                  |             |                |                  |                  |  |       |             |             |       | Perú         | 3            |          |  |
|  |                  |                  | Reino Unido | 2              |                  |                  |  |       |             |             |       |              |              |          |  |
|  | Rusia            | 3                | Reino Unido | 2              |                  |                  |  |       |             |             |       |              |              |          |  |
|  | Rusia            | 3                |             |                |                  |                  |  |       |             |             |       |              |              |          |  |
|  | Alemania         | 2                |             |                |                  |                  |  |       |             |             |       |              |              |          |  |
|  | Alemania         | 2                |             | Rusia          | 3                |                  |  |       |             |             |       |              |              |          |  |
|  |                  |                  |             | Rusia          | 3                |                  |  |       |             |             |       |              |              |          |  |
|  |                  |                  | Serbia      | 2              |                  |                  |  |       |             |             |       |              |              |          |  |
|  | Tailandia        | 1                | Serbia      | 2              |                  |                  |  |       |             |             |       |              |              |          |  |
|  | Tailandia        | 1                |             |                |                  |                  |  |       |             |             |       |              |              |          |  |
|  | Serbia           | 3                |             |                |                  |                  |  |       |             |             |       |              |              |          |  |
|  | Serbia           | 3                |             |                |                  |                  |  | Rusia | 2           |             |       |              |              |          |  |
|  |                  |                  |             |                |                  |                  |  | Rusia | 2           |             |       |              |              |          |  |
|  |                  |                  | Reino Unido | 3              |                  |                  |  |       |             |             |       |              |              |          |  |
|  | Estados Unidos   | 3                | Reino Unido | 3              |                  |                  |  |       |             |             |       |              |              |          |  |
|  | Estados Unidos   | 3                |             |                |                  |                  |  |       |             |             |       |              |              |          |  |
|  | Cuba             | 2                |             |                |                  |                  |  |       |             |             |       |              |              |          |  |
|  | Cuba             | 2                |             | Estados Unidos | 2                |                  |  |       |             |             |       | Tercer lugar | Tercer lugar |          |  |
|  |                  |                  |             | Estados Unidos | 2                |                  |  |       |             |             |       | Tercer lugar | Tercer lugar |          |  |
|  |                  |                  | Reino Unido | 3              |                  |                  |  |       |             |             |       |              |              |          |  |
|  | Reino Unido      | 3                | Reino Unido | 3              |                  |                  |  |       |             |             | China | 0            |              |          |  |
|  | Reino Unido      | 3                |             |                |                  |                  |  |       |             |             | China | 0            |              |          |  |
|  | Australia        | 2                |             |                |                  |                  |  |       |             |             |       |              | Rusia        | 3        |  |
|  | Australia        | 2                |             |                |                  |                  |  |       |             |             |       |              | Rusia        | 3        |  |
|  |                  |                  |             |                |                  |                  |  |       |             |             |       |              |              |          |  |

#### Octavos de final
| Fecha    | Encuentro¹              | Resultado | Set   | Set   | Set   | Set   | Set   | Puntuación total |
| Fecha    | Encuentro¹              | Resultado | 1     | 2     | 3     | 4     | 5     | Puntuación total |
| -------- | ----------------------- | --------- | ----- | ----- | ----- | ----- | ----- | ---------------- |
| 13-10-13 | Perú - Brasil           | 3-2       | 25-23 | 25-20 | 16-25 | 14-25 | 15-13 | 95-106           |
| 13-10-13 | Japón - Corea del Sur   | 3-1       | 25-14 | 25-15 | 20-25 | 25-23 | -     | 95-77            |
| 13-10-13 | Italia - Egipto         | 3-0       | 25-7  | 25-8  | 25-10 | -     | -     | 75-25            |
| 13-10-13 | China - Turquía         | 3-1       | 20-25 | 25-14 | 25-15 | 25-23 | -     | 95-77            |
| 13-10-13 | Rusia - Alemania        | 3-2       | 25-6  | 25-6  | 23-25 | 23-25 | 15-9  | 111-71           |
| 13-10-13 | Serbia - Tailandia      | 3-1       | 25-10 | 25-10 | 21-25 | 25-10 | -     | 96-55            |
| 13-10-13 | Estados Unidos - Cuba   | 3-2       | 25-23 | 25-20 | 16-25 | 14-25 | 15-13 | 95-106           |
| 13-10-13 | Reino Unido - Australia | 3-2       | 25-6  | 25-6  | 23-25 | 23-25 | 15-9  | 111-71           |

#### Cuartos de final
| Fecha    | Encuentro¹                   | Resultado | Set   | Set   | Set   | Set   | Set   | Puntuación total |
| Fecha    | Encuentro¹                   | Resultado | 1     | 2     | 3     | 4     | 5     | Puntuación total |
| -------- | ---------------------------- | --------- | ----- | ----- | ----- | ----- | ----- | ---------------- |
| 14-10-13 | Perú - Japón                 | 3-1       | 15-25 | 33-31 | 25-8  | 32-30 | -     | 105 - 94         |
| 14-10-13 | Italia - China               | 0-3       | 8-25  | 15-25 | 11-25 | -     | -     | 34- 75           |
| 14-10-13 | Serbia - Rusia               | 2-3       | 28-26 | 25-19 | 20-25 | 22-25 | 13-15 | 108-110          |
| 14-10-13 | Reino Unido - Estados Unidos | 3-2       | 23-25 | 25-19 | 25-27 | 25-20 | 15-9  | 113 - 100        |

#### Semi de Final
| Fecha    | Encuentro¹          | Resultado | Set   | Set   | Set   | Set   | Set   | Puntuación total |
| Fecha    | Encuentro¹          | Resultado | 1     | 2     | 3     | 4     | 5     | Puntuación total |
| -------- | ------------------- | --------- | ----- | ----- | ----- | ----- | ----- | ---------------- |
| 15-10-13 | Perú - China        | 3-1       | 25-22 | 23-25 | 25-17 | 25-19 | -     | 98 - 83          |
| 15-10-13 | Rusia - Reino Unido | 2-3       | 28-26 | 25-19 | 20-25 | 22-25 | 13-15 | 108 - 110        |

#### Final
| Fecha    | Encuentro¹         | Resultado | Set   | Set   | Set   | Set   | Set   | Puntuación total |
| Fecha    | Encuentro¹         | Resultado | 1     | 2     | 3     | 4     | 5     | Puntuación total |
| -------- | ------------------ | --------- | ----- | ----- | ----- | ----- | ----- | ---------------- |
| 16-10-13 | Perú - Reino Unido | 3-2       | 27-25 | 25-23 | 22-25 | 22-25 | 15-13 | 109-108          |

#### Tercer Puesto
| Fecha    | Encuentro¹    | Resultado | Set   | Set  | Set  | Set | Set | Puntuación total |
| Fecha    | Encuentro¹    | Resultado | 1     | 2    | 3    | 4   | 5   | Puntuación total |
| -------- | ------------- | --------- | ----- | ---- | ---- | --- | --- | ---------------- |
| 16-10-13 | Rusia - China | 3-0       | 25-10 | 25-6 | 25-5 | -   | -   | 75-21            |

#### Clasificación 5° - 8° puesto
|  | 5°-8°          | 5°-8° |                |       | 5°-6°  | 5°-6° |  |
|  |                |       |                |       |        |       |  |
|  |                |       |                |       |        |       |  |
|  | Japón          | 3     |                |       |        |       |  |
|  | Japón          | 3     |                |       |        |       |  |
|  | Italia         | 1     |                |       |        |       |  |
|  | Italia         | 1     |                | Japón | 0      |       |  |
|  |                |       |                | Japón | 0      |       |  |
|  |                |       | Estados Unidos | 3     |        |       |  |
|  | Serbia         | 1     | Estados Unidos | 3     |        |       |  |
|  | Serbia         | 1     |                |       |        |       |  |
|  | Estados Unidos | 3     |                |       | 7º-8°  | 7º-8° |  |
|  | Estados Unidos | 3     |                |       | 7º-8°  | 7º-8° |  |
|  |                |       |                |       |        |       |  |
|  |                |       |                |       | Italia | 2     |  |
|  |                |       |                |       | Italia | 2     |  |
|  |                |       |                |       | Serbia | 3     |  |
|  |                |       |                |       | Serbia | 3     |  |
|  |                |       |                |       |        |       |  |

#### 5°-8°
| Fecha    | Encuentro¹              | Resultado | Set   | Set   | Set   | Set   | Set | Puntuación total |  |
| Fecha    | Encuentro¹              | Resultado | 1     | 2     | 3     | 4     | 5   | Puntuación total |  |
| -------- | ----------------------- | --------- | ----- | ----- | ----- | ----- | --- | ---------------- |  |
| 15-10-13 | Italia - Japón          | 1-3       | 23-25 | 15-25 | 25-18 | 22-25 | -   | 85 - 93          |  |
| 15-10-13 | Estados Unidos - Serbia | 3-1       | 15-25 | 33-31 | 25-8  | 32-30 | -   | 105 - 94         |  |

#### 5° Lugar
| Fecha    | Encuentro¹             | Resultado | Set   | Set   | Set   | Set | Set | Puntuación total |
| Fecha    | Encuentro¹             | Resultado | 1     | 2     | 3     | 4   | 5   | Puntuación total |
| -------- | ---------------------- | --------- | ----- | ----- | ----- | --- | --- | ---------------- |
| 16-10-13 | Japón - Estados Unidos | 0-3       | 23-25 | 21-25 | 15-25 | -   | -   | 59 - 75          |

#### 7° Lugar
| Fecha    | Encuentro¹      | Resultado | Set   | Set   | Set   | Set   | Set   | Puntuación total |
| Fecha    | Encuentro¹      | Resultado | 1     | 2     | 3     | 4     | 5     | Puntuación total |
| -------- | --------------- | --------- | ----- | ----- | ----- | ----- | ----- | ---------------- |
| 16-10-13 | Italia - Serbia | 2-3       | 22-25 | 21-25 | 25-20 | 25-18 | 12-15 | 105-103          |

### 9° y 11° puesto
|  | 9°-16°        | 9°-16°    |           |      | 9°-12° Puesto  | 9°-12° Puesto  |  |  | 9°-10° | 9°-10° |
|  |               |           |           |      |                |                |  |  |        |        |
|  |               |           |           |      |                |                |  |  |        |        |
|  |               |           |           |      |                |                |  |  |        |        |
|  | Corea del Sur | 2         |           |      |                |                |  |  |        |        |
|  | Corea del Sur | 2         |           |      |                |                |  |  |        |        |
|  | Brasil        | 3         |           |      |                |                |  |  |        |        |
|  | Brasil        | 3         | Brasil    | 1    |                |                |  |  |        |        |
|  |               |           | Brasil    | 1    |                |                |  |  |        |        |
|  |               | Turquía   | 3         |      |                |                |  |  |        |        |
|  | Turquía       | Turquía   | 3         | 3    |                |                |  |  |        |        |
|  | Turquía       |           |           | 3    |                |                |  |  |        |        |
|  | Egipto        | 0         |           |      |                |                |  |  |        |        |
|  | Egipto        | 0         | Turquía   | 3    |                |                |  |  |        |        |
|  |               |           | Turquía   | 3    |                |                |  |  |        |        |
|  |               | Tailandia | 1         |      |                |                |  |  |        |        |
|  | Alemania      | Tailandia | 1         | 1    |                |                |  |  |        |        |
|  | Alemania      |           |           | 1    |                |                |  |  |        |        |
|  | Tailandia     | 3         |           |      |                |                |  |  |        |        |
|  | Tailandia     | 3         | Tailandia | 3    | 11º-12° puesto | 11º-12° puesto |  |  |        |        |
|  |               |           | Tailandia | 3    | 11º-12° puesto | 11º-12° puesto |  |  |        |        |
|  |               | Cuba      | 1         |      |                |                |  |  |        |        |
|  | Australia     | Cuba      | 1         | 0    | Brasil         | 3              |  |  |        |        |
|  | Australia     |           |           | 0    | Brasil         | 3              |  |  |        |        |
|  | Cuba          | 3         |           | Cuba | 0              |                |  |  |        |        |
|  | Cuba          | 3         |           |      | 0              |                |  |  |        |        |
|  |               |           |           |      |                |                |  |  |        |        |
|  |               |           |           |      |                |                |  |  |        |        |

#### 9° - 16° Lugar
| Fecha    | Encuentro¹             | Resultado | Set   | Set   | Set   | Set   | Set   | Puntuación total |
| Fecha    | Encuentro¹             | Resultado | 1     | 2     | 3     | 4     | 5     | Puntuación total |
| -------- | ---------------------- | --------- | ----- | ----- | ----- | ----- | ----- | ---------------- |
| 14-10-13 | Corea del Sur - Brasil | 2-3       | 25-16 | 14-25 | 25-20 | 17-25 | 12-15 | 93 - 101         |
| 14-10-13 | Turquía - Egipto       | 3-0       | 25-19 | 25-23 | 25-12 | -     | -     | 75-54            |
| 14-10-13 | Tailandia - Alemania   | 3-1       | 25-11 | 19-25 | 25-16 | 25-14 | -     | 94 - 66          |
| 14-10-13 | Australia - Cuba       | 0-3       | 16-25 | 21-25 | 23-25 | -     | -     | 60-75            |

#### 9° - 12° Lugar
| Fecha    | Encuentro¹       | Resultado | Set   | Set   | Set   | Set   | Set | Puntuación total |
| Fecha    | Encuentro¹       | Resultado | 1     | 2     | 3     | 4     | 5   | Puntuación total |
| -------- | ---------------- | --------- | ----- | ----- | ----- | ----- | --- | ---------------- |
| 15-10-13 | Brasil - Turquía | 1-3       | 25–22 | 24–26 | 12–25 | 22–25 | -   | 83 – 98          |
| 15-10-13 | Tailandia - Cuba | 3-1       | 17-25 | 25-12 | 25-21 | 25-23 | -   | 92 - 81          |

#### 9° - 10° Lugar
| Fecha    | Encuentro¹          | Resultado | Set   | Set   | Set   | Set   | Set | Puntuación total |
| Fecha    | Encuentro¹          | Resultado | 1     | 2     | 3     | 4     | 5   | Puntuación total |
| -------- | ------------------- | --------- | ----- | ----- | ----- | ----- | --- | ---------------- |
| 16-10-13 | Turquía - Tailandia | 3-1       | 25–21 | 26–24 | 22–25 | 27–25 | -   | 100 – 95         |

#### 11° - 12° Lugar
| Fecha    | Encuentro¹    | Resultado | Set   | Set   | Set   | Set | Set | Puntuación total |
| Fecha    | Encuentro¹    | Resultado | 1     | 2     | 3     | 4   | 5   | Puntuación total |
| -------- | ------------- | --------- | ----- | ----- | ----- | --- | --- | ---------------- |
| 16-10-13 | Brasil - Cuba | 3-0       | 25-11 | 25-07 | 25-14 | -   | -   | 75- 34           |

### 13° y 15° puesto
|  | 13º-16º Puesto | 13º-16º Puesto |           |               | 13º-14º Puesto | 13º-14º Puesto |  |
|  |                |                |           |               |                |                |  |
|  |                |                |           |               |                |                |  |
|  | Corea del Sur  | 3              |           |               |                |                |  |
|  | Corea del Sur  | 3              |           |               |                |                |  |
|  | Egipto         | 0              |           |               |                |                |  |
|  | Egipto         | 0              |           | Corea del Sur | 3              |                |  |
|  |                |                |           | Corea del Sur | 3              |                |  |
|  |                |                | Australia | 0             |                |                |  |
|  | Alemania       | 1              | Australia | 0             |                |                |  |
|  | Alemania       | 1              |           |               |                |                |  |
|  | Australia      | 3              |           |               | 15º-16º Puesto | 15º-16º Puesto |  |
|  | Australia      | 3              |           |               | 15º-16º Puesto | 15º-16º Puesto |  |
|  |                |                |           |               |                |                |  |
|  |                |                |           |               | Egipto         | 3              |  |
|  |                |                |           |               | Egipto         | 3              |  |
|  |                |                |           |               | Alemania       | 0              |  |
|  |                |                |           |               | Alemania       | 0              |  |
|  |                |                |           |               |                |                |  |

#### 13° - 16° Lugar
| Fecha    | Encuentro¹             | Resultado | Set   | Set   | Set   | Set   | Set | Puntuación total |
| Fecha    | Encuentro¹             | Resultado | 1     | 2     | 3     | 4     | 5   | Puntuación total |
| -------- | ---------------------- | --------- | ----- | ----- | ----- | ----- | --- | ---------------- |
| 15-10-13 | Corea del Sur - Egipto | 3-0       | 25-21 | 25-15 | 25-22 | -     | -   | 75- 58           |
| 15-10-13 | Alemania - Australia   | 1-3       | 25-15 | 19-25 | 11-25 | 15-25 | -   | 70 - 90          |

#### 13° - 14° Lugar
| Fecha    | Encuentro¹                | Resultado | Set   | Set   | Set   | Set | Set | Puntuación total |
| Fecha    | Encuentro¹                | Resultado | 1     | 2     | 3     | 4   | 5   | Puntuación total |
| -------- | ------------------------- | --------- | ----- | ----- | ----- | --- | --- | ---------------- |
| 16-10-13 | Corea del Sur - Australia | 3-0       | 25–19 | 25–11 | 25–17 | -   | -   | 75– 47           |

#### 15° - 16° Lugar
| Fecha    | Encuentro¹        | Resultado | Set   | Set   | Set   | Set | Set | Puntuación total |
| Fecha    | Encuentro¹        | Resultado | 1     | 2     | 3     | 4   | 5   | Puntuación total |
| -------- | ----------------- | --------- | ----- | ----- | ----- | --- | --- | ---------------- |
| 16-10-13 | Alemania - Egipto | 3-0       | 25–19 | 25–11 | 25–17 | -   | -   | 75– 47           |

## 17°-24° Lugar
|  | 17°-24°              | 17°-24°       |                      |       | 17°-20° Puesto | 17°-20° Puesto |  |  | 17°-18° | 17°-18° |
|  |                      |               |                      |       |                |                |  |  |         |         |
|  |                      |               |                      |       |                |                |  |  |         |         |
|  |                      |               |                      |       |                |                |  |  |         |         |
|  | Puerto Rico          | 3             |                      |       |                |                |  |  |         |         |
|  | Puerto Rico          | 3             |                      |       |                |                |  |  |         |         |
|  | República Dominicana | 1             |                      |       |                |                |  |  |         |         |
|  | República Dominicana | 1             | República Dominicana | 3     |                |                |  |  |         |         |
|  |                      |               | República Dominicana | 3     |                |                |  |  |         |         |
|  |                      | Nueva Zelanda | 0                    |       |                |                |  |  |         |         |
|  | España               | Nueva Zelanda | 0                    | 2     |                |                |  |  |         |         |
|  | España               |               |                      | 2     |                |                |  |  |         |         |
|  | Nueva Zelanda        | 3             |                      |       |                |                |  |  |         |         |
|  | Nueva Zelanda        | 3             | República Dominicana | 3     |                |                |  |  |         |         |
|  |                      |               | República Dominicana | 3     |                |                |  |  |         |         |
|  |                      | Túnez         | 0                    |       |                |                |  |  |         |         |
|  | Canadá               | Túnez         | 0                    | 1     |                |                |  |  |         |         |
|  | Canadá               |               |                      | 1     |                |                |  |  |         |         |
|  | Chile                | 3             |                      |       |                |                |  |  |         |         |
|  | Chile                | 3             | Chile                | 0     | 19º-20° puesto | 19º-20° puesto |  |  |         |         |
|  |                      |               | Chile                | 0     | 19º-20° puesto | 19º-20° puesto |  |  |         |         |
|  |                      | Túnez         | 3                    |       |                |                |  |  |         |         |
|  | México               | Túnez         | 3                    | 0     | Nueva Zelanda  | 3              |  |  |         |         |
|  | México               |               |                      | 0     | Nueva Zelanda  | 3              |  |  |         |         |
|  | Túnez                | 3             |                      | Chile | 0              |                |  |  |         |         |
|  | Túnez                | 3             |                      |       | 0              |                |  |  |         |         |
|  |                      |               |                      |       |                |                |  |  |         |         |
|  |                      |               |                      |       |                |                |  |  |         |         |

### 17° - 24° Lugar
| Fecha    | Encuentro¹                         | Resultado | Set   | Set   | Set   | Set   | Set   | Puntuación total |
| Fecha    | Encuentro¹                         | Resultado | 1     | 2     | 3     | 4     | 5     | Puntuación total |
| -------- | ---------------------------------- | --------- | ----- | ----- | ----- | ----- | ----- | ---------------- |
| 13-10-13 | Puerto Rico - República Dominicana | 1-3       | 25-20 | 19-25 | 14-25 | 16-25 | -     | 74-95            |
| 13-10-13 | España - Nueva Zelanda             | 2-3       | 25-13 | 25-23 | 24-26 | 19-25 | 12-15 | 108-99           |
| 13-10-13 | Canadá - Chile                     | 1-3       | 23-25 | 25-23 | 17-25 | 22-25 | -     | 87-98            |
| 13-10-13 | México - Túnez                     | 0-3       | 11-25 | 12-25 | 14-25 | -     | -     | 38-75            |

### 17° - 20° Lugar
| Fecha    | Encuentro¹                           | Resultado | Set   | Set   | Set   | Set | Set | Puntuación total |
| Fecha    | Encuentro¹                           | Resultado | 1     | 2     | 3     | 4   | 5   | Puntuación total |
| -------- | ------------------------------------ | --------- | ----- | ----- | ----- | --- | --- | ---------------- |
| 14-10-13 | República Dominicana - Nueva Zelanda | 3-0       | 25-10 | 25-7  | 25-11 | -   | -   | 75-28            |
| 14-10-13 | Chile - Túnez                        | 0-3       | 23-25 | 23-25 | 23-25 | -   | -   | 69-75            |

### 17° - 18° Lugar
| Fecha    | Encuentro¹                   | Resultado | Set  | Set  | Set  | Set | Set | Puntuación total |
| Fecha    | Encuentro¹                   | Resultado | 1    | 2    | 3    | 4   | 5   | Puntuación total |
| -------- | ---------------------------- | --------- | ---- | ---- | ---- | --- | --- | ---------------- |
| 15-10-13 | República Dominicana - Túnez | 3-0       | 25-6 | 25-6 | 25-7 | -   | -   | 75-19            |

### 19° - 20° Lugar
| Fecha    | Encuentro¹            | Resultado | Set   | Set   | Set   | Set | Set | Puntuación total |
| Fecha    | Encuentro¹            | Resultado | 1     | 2     | 3     | 4   | 5   | Puntuación total |
| -------- | --------------------- | --------- | ----- | ----- | ----- | --- | --- | ---------------- |
| 15-10-13 | Chile - Nueva Zelanda | 0-3       | 13-25 | 13-25 | 16-25 | -   | -   | -75              |

### 21° y 24° puesto
|  | 21º-24º Puesto | 21º-24º Puesto |        |        | 21º-22º Puesto | 21º-22º Puesto |  |
|  |                |                |        |        |                |                |  |
|  |                |                |        |        |                |                |  |
|  | Puerto Rico    | 0              |        |        |                |                |  |
|  | Puerto Rico    | 0              |        |        |                |                |  |
|  | España         | 3              |        |        |                |                |  |
|  | España         | 3              |        | España | 0              |                |  |
|  |                |                |        | España | 0              |                |  |
|  |                |                | Canadá | 3      |                |                |  |
|  | Canadá         | 3              | Canadá | 3      |                |                |  |
|  | Canadá         | 3              |        |        |                |                |  |
|  | México         | 0              |        |        | 23º-24º Puesto | 23º-24º Puesto |  |
|  | México         | 0              |        |        | 23º-24º Puesto | 23º-24º Puesto |  |
|  |                |                |        |        |                |                |  |
|  |                |                |        |        | Puerto Rico    | 3              |  |
|  |                |                |        |        | Puerto Rico    | 3              |  |
|  |                |                |        |        | México         | 0              |  |
|  |                |                |        |        | México         | 0              |  |
|  |                |                |        |        |                |                |  |

#### 21° - 24° Lugar
| Fecha    | Encuentro¹           | Resultado | Set   | Set   | Set   | Set | Set | Puntuación total |
| Fecha    | Encuentro¹           | Resultado | 1     | 2     | 3     | 4   | 5   | Puntuación total |
| -------- | -------------------- | --------- | ----- | ----- | ----- | --- | --- | ---------------- |
| 14-10-13 | Puerto Rico - España | 0-3       | 15-25 | 12-25 | 17-25 | -   | -   | 44 - 75          |
| 14-10-13 | México - Canadá      | 0-3       | 17-25 | 16-25 | 23-25 | -   | -   | 56 - 75          |

#### 21° - 22° Lugar
| Fecha    | Encuentro¹      | Resultado | Set   | Set   | Set   | Set | Set | Puntuación total |
| Fecha    | Encuentro¹      | Resultado | 1     | 2     | 3     | 4   | 5   | Puntuación total |
| -------- | --------------- | --------- | ----- | ----- | ----- | --- | --- | ---------------- |
| 15-10-13 | España - Canadá | 0-3       | 15-25 | 12-25 | 17-25 | -   | -   | 44- 75           |

#### 23° - 24° Lugar
| Fecha    | Encuentro¹           | Resultado | Set   | Set   | Set   | Set | Set | Puntuación total |
| Fecha    | Encuentro¹           | Resultado | 1     | 2     | 3     | 4   | 5   | Puntuación total |
| -------- | -------------------- | --------- | ----- | ----- | ----- | --- | --- | ---------------- |
| 15-10-13 | Puerto Rico - México | 3-0       | 25-18 | 25-18 | 25-13 | -   | -   | 75- 49           |

## Podio
| Bandera de Perú |
|                 |
| Peru 1º Título  |

| Bandera del Reino Unido |
| Sub-Campeón             |
| Reino Unido             |

| Bandera de Rusia |
| 3º Lugar         |
| Rusia            |

## Clasificación General
|    | Equipos              |
| -- | -------------------- |
|    | Perú                 |
|    | Reino Unido          |
|    | Rusia                |
| 4  | China                |
| 5  | Estados Unidos       |
| 6  | Japón                |
| 7  | Serbia               |
| 8  | Italia               |
| 9  | Turquía              |
| 10 | Tailandia            |
| 11 | Brasil               |
| 12 | Cuba                 |
| 13 | Corea del Sur        |
| 14 | Australia            |
| 15 | Egipto               |
| 16 | Alemania             |
| 17 | República Dominicana |
| 18 | Túnez                |
| 19 | Nueva Zelanda        |
| 20 | Chile                |
| 21 | Canadá               |
| 22 | España               |
| 23 | Puerto Rico          |
| 24 | México               |

## Premios IndividualesEquipo All-Star
| Distinción             | Nombre             |
| ---------------------- | ------------------ |
| MVP                    | Karla Alvarado     |
| Mejor Atacante Opuesta | Karla Alvarado     |
| Mejor Central          | Ann Doyle          |
| Mejor Armadora         | Akira Tashimoto    |
| Máxima anotadora       | Gabriela D'Odorico |
| Mejor Atacante Punta   | Yuan Pi            |
| Mejor Líbero           | Joe Kimm           |
| Mejor Bloqueadora      | Gabriela D'Odorico |
| Mejor Receptora        | Brunetta D'Odorico |
| Mejor Sacadora         | Adriana Claudino   |
| Mejor Defensora        | Joe Kimm           |
| Mejor Delantera        | Maria Guerra       |

- Datos: Q16302983